# Янош Вараді
Янош Вараді (угор. Váradi János; 28 лютого 1961, Кемече, Саболч-Сатмар-Берег, Угорщина) — угорський професійний боксер, призер Олімпійських ігор, чемпіонатів світу та Європи.

## Аматорська кар'єра
1979 року Янош Вараді став бронзовим призером чемпіонату світу серед юніорів, а 1980 — бронзовим призером чемпіонату Європи серед юніорів.
На Олімпіаді в Москві був, незважаючи на вік, фаворитом, однак задовольнився бронзовою медаллю.
- В 1/8 фіналу переміг Рабі Рай Тапа (Непал) — RSC
- У чвертьфіналі переміг Даніеля Раду (Румунія) — 4-1
- У півфіналі програв Віктору Мірошниченкові (СРСР) — 1-4

На чемпіонаті Європи 1981 програв в другому бою.
На чемпіонаті Європи 1983 вийшов до фіналу, в якому програв Петру Лесову (Болгарія) — 0-5.
1984 року на змаганнях Дружба-84 спортсменів з соціалістичних країн, які бойкотували Олімпійські ігри 1984, Вараді зайняв третє місце.
На чемпіонаті Європи 1985 програв в другому бою.
На чемпіонаті світу 1986 здобув дві перемоги, а у півфіналі програв Педро Реєсу (Куба) — 1-4.
На чемпіонаті Європи 1987 переміг трьох суперників, а у фіналі програв Андреасу Тевс (НДР) — 0-5.
На Олімпійських іграх 1988 переміг Роберто Жалнаїз (Філіппіни) — 4-1 і програв в 1/8 фіналу Андреасу Тевс — 0-5.
На чемпіонаті Європи 1989 переміг двох суперників, а у фіналі програв Юрію Арбачакову (СРСР) — RSC 3.
На чемпіонаті світу 1989 програв в першому бою Юрію Арбачакову — RSC 2.

## Професіональна кар'єра
1990 року Янош Вараді перейшов до професійного боксу. Провів шість поєдинків, в п'яти з яких переміг, а один був визнаний таким, що не відбувся.